# جيري مكغوان
جيري مكغوان (بالإنجليزية: Gerry McGowan)‏ هو لاعب كرة قدم بريطاني في مركز الوسط، ولد في 4 أغسطس 1944 في كيلوينينغ ‏ في المملكة المتحدة. لعب مع أولدهام أثلتيك ونادي هايد إف سي.